# Championnats de France d'athlétisme en salle 2004
Navigation
Édition précédente Édition suivante
Les Championnats de France d'athlétisme en salle 2004 ont eu lieu du 20 au 22 février 2004 au Stadium Jean-Pellez d'Aubière

## Palmarès
| Discipline       | Hommes             | Hommes         | Femmes                  | Femmes         |
| ---------------- | ------------------ | -------------- | ----------------------- | -------------- |
| 60 m             | Lueyi Dovy         | 6 s 68         | Christine Arron         | 7 s 08         |
| 200 m            | Leslie Djhone      | 20 s 77        | Fabienne Beret-Martinel | 23 s 65        |
| 400 m            | Brice Panel        | 47 s 21        | Virginie Fouquet        | 53 s 36        |
| 800 m            | Florent Lacasse    | 1 min 47 s 10  | Lætitia Valdonado       | 2 min 4 s 97   |
| 1 500 m          | Mounir Yemmouni    | 3 min 47 s 07  | Hind Dehiba             | 4 min 18 s 36  |
| 3 000 m          | Vincent Le Dauphin | 8 min 1 s 00   | Margaret Maury          | 8 min 53 s 99  |
| 60 m haies       | Ladji Doucouré     | 7 s 63         | Nicole Ramalalanirina   | 7 s 94         |
| Saut en hauteur  | Joan Charmant      | 2,28 m         | Lucie Finez             | 1,86 m         |
| Saut à la perche | Jérôme Clavier     | 5,65 m         | Vanessa Boslak          | 4,50 m         |
| Saut en longueur | Yann Domenech      | 8,01 m         | Élysée Vesanes          | 6,45 m         |
| Triple saut      | Julien Kapek       | 16,96 m        | Teresa Nzola Meso Ba    | 13,49 m        |
| Lancer du poids  | Gaëtan Bucki       | 18,85 m        | Laurence Manfrédi       | 18,05 m        |
| 3 000 m marche   | -                  | -              | Patricia Garnier        | 13 min 46 s 00 |
| 5 000 m marche   | Hervé Davaux       | 20 min 49 s 83 | -                       | -              |
| Pentathlon       | -                  | -              | Marie Collonvillé       | 4 447 pts      |
| Heptathlon       | Laurent Hernu      | 5 893 pts      | -                       | -              |